# ダブー空港
ダブー空港(ダブーくうこう)はコートジボワールのダブーにある空港。